# Porphyrochrysa dochmochema
Porphyrochrysa dochmochema är en fjärilsart som beskrevs av Turner 1940. Porphyrochrysa dochmochema ingår i släktet Porphyrochrysa och familjen björnspinnare. Inga underarter finns listade i Catalogue of Life.